# Мішель Адансон
Міше́ль Адансо́н (фр. Michel Adanson; *7 квітня 1727 — †3 серпня 1806) — французький (за походженням шотландець) натураліст, дослідник Західної Африки.
В 1749-54 роках вивчав природні умови та рослинний світ басейну річок Сенегал та Гамбія. Велике наукове значення мала книга «Природнича історія Сенегалу» (1757).